# Fredagspuls
Fredagspuls var ett direktsänt ungdomsprogram på TV4 från Gallerian med David Hellenius och Tilde de Paula som programledare mellan 1997 och 1998. I programmet tog David och Tilde upp musik, mode och sport med gäster och liveframträdanden.